# 刘华秋
刘华秋（1939年11月—2022年11月18日），男，广东吴川人，中华人民共和国职业外交官。外交学院英语专业毕业。中共第十四届中央候补委员，第十五、十六届中央委员。生前任第十届全国政协外事委员会副主任委员。

## 生平
刘华秋1965年加入中国共产党，同年7月进入外交部工作，先在政策研究室、办公厅综合组任干事。“文革”开始后，被下放“五七”干校劳动。1973年2月恢复工作后，刘华秋即被派往中国驻加纳大使馆任二等秘书，一干就是八年。“文革”结束后，刘华秋曾在《求是》、《人民日报》等中共主要报刊撰文，阐释邓小平的外交思想，理论修养和功底都不错，因此连获拔擢。
自1981年起，刘华秋历任国务院办公厅外事小组处级干部，中国驻澳大利亚大使馆参赞、公使；外交部北美洲大洋洲司（“美大司”）司长，外交部部长助理等职。1989年9月，升任外交部副部长，时年50岁。任职副部长期间，刘华秋主管美洲和大洋洲地区事务，并先后分管过国际组织、条约、法律、礼宾、涉台事务；还曾兼任中国“国际减灾十年委员会”副主任，联合国社会发展问题世界首脑会议中国筹委会副主委等职。1994年起，又兼任国务院外事办主任。
外界曾认为刘华秋有望出任外交部部长一职，可未能如愿。在1998年3月被免副部长职务之后；2005年3月，已经超过部长级官员任职年龄的刘华秋，被免去了国务院外事办主任的职务。同年2月28日，在第十届全国政协常委会第八次会议上，被增补为第十届全国政协委员，并出任外事委员会副主任委员。
2022年11月18日，刘华秋在北京病逝，享年83岁。